# Wang Ch'ung-hui
Wang Ch'ung-hui (chinês tradicional: 王寵惠, chinês simplificado: 王宠惠, pinyin: Wáng Chǒnghuì, Wade–Giles: Wang² Ch'ung³-hui⁴, 1881–1958) foi um destacado jurista, diplomata e político chinês que atuou na República da China desde a sua fundação em 1912 até sua morte em 1958. Era um colaborador próximo do pai fundador da república, Sun Yat-sen, membro ativo do Kuomintang ("Partido Nacionalista Chinês"), e juiz do Tribunal Permanente de Justiça Internacional de Haia.